# Blauvac
Blauvac település Franciaországban, Vaucluse megyében. Lakosainak száma 555 fő (2022. január 1.). Blauvac Malemort-du-Comtat, Mazan, Méthamis, Monieux, Mormoiron és Villes-sur-Auzon községekkel határos.

## Népesség
A település népességének változása:
| Lakosok száma | 491  | 530  | 528  | 511  | 501  | 518  | 535  | 536  | 555  |
|               | 2013 | 2015 | 2016 | 2017 | 2018 | 2019 | 2020 | 2021 | 2022 |